# Phratora zhouzhiensis
Phratora zhouzhiensis es una especie de insecto coleóptero de la familia Chrysomelidae. Fue descrita en 2005 por Ge & Yang in Ge, Li & Yang.